# Trapéz
A geometriában trapéznak nevezik az olyan négyszöget, amelynek van két egymással párhuzamos oldala.
A trapéz elnevezése más nyelvekben is ugyanez (hasonló), de megesik, hogy a trapéz elnevezés alatt – szűkített értelemben – csak olyan négyszöget értenek, amelynek pontosan egy pár párhuzamos oldala van. Ilyen meghatározás előfordulhat magyar szakirodalomban is.
Ha a másik két szemközti oldal szintén párhuzamos egymással, akkor a trapéz egyben paralelogramma is. Ha nem, akkor a másik két szemközti oldalt találkozásukig meghosszabbítva egy háromszöget kapunk, amely tartalmazza a trapézt.
A párhuzamos oldalakat alapoknak, a másik két oldalt száraknak nevezzük. A trapéz magassága alatt a két párhuzamos oldalegyenes távolságát értjük. A szárak felezőpontját összekötő szakasz a trapéz középvonala, hossza egyenlő az alapok számtani közepével.
A szakirodalom (feladatgyűjtemények stb.) külön megemlít kétfajta trapézt. Az egyik az egyenlő szárú trapéz, a másik a derékszögű trapéz.
Az egyenlő szárú trapéz a fenti definíció értelmében olyan trapéz amelynek szárai egyenlő hosszúak. Az ilyen trapéznak az alapon fekvő szögei egyenlőek, vagy egymás kiegészítőszögei. Ha az alapon fekvő szögek egyenlőek, az ilyen trapézt szimmetrikus trapéznak, illetve húrtrapéznak nevezik, mert az alapok közös felező merőlegese egyúttal szimmetriatengely is, és mert van körülírt köre.
A paralelogrammára ritkán használják az „egyenlő szárú trapéz” elnevezést. Ez általában akkor van, amikor egy szövegben az „egyenlő szárú trapéz” jelenthet húrtrapézt és paralelogrammát is. A paralelogramma (mint trapéz) szárai egyenlőek, az alapon fekvő szögek azonban eltérő nagyságúak (hacsak nem téglalap is egyben), így nem igazak rá a fenti megállapítások (tengelyes szimmetria, húrnégyszögség.)
A derékszögű trapéz, mint a neve is mondja, olyan trapéz, amelynek van derékszöge. Mivel van egy pár párhuzamos oldala, így a trapéznak páros számú derékszöge van.
Egy négyszög akkor és csak akkor trapéz, ha van benne két szomszédos csúcs, amelynek szögei kiegészítő szögek, azaz összegük 180°. Egy másik szükséges és elégséges feltétel, hogy az átlók ugyanolyan arányban osztják fel egymást.

## Területe
A trapéz területe a következőképpen számolható: vesszük két párhuzamos oldalának számtani közepét és megszorozzuk a magassággal.
Tehát, ha a és c a két párhuzamos oldal, és m a köztük lévő távolság (magasság), a területképlet a következő:
{\displaystyle T={\frac {a+c}{2}}m}
Egy másik területképlet akkor alkalmazható, ha csak a trapéz oldalainak hosszát ismerjük. Ekkor ha az oldalak rendre a, b, c és d, valamint a és c párhuzamosak (ahol a a hosszabbik párhuzamos oldal), akkor:
{\displaystyle T={\frac {a+c}{4(a-c)}}{\sqrt {(a+b-c+d)(a-b-c+d)(a+b-c-d)(-a+b+c+d)}}}

### Bizonyítás
Használjuk a lenti ábra jelöléseit:
Ha a D pontból párhuzamost húzunk a b oldallal, akkor az így keletkezett DE szakasz megegyezik b-vel. Az így kapott háromszög három oldala a-c, b és d. Fejezzük ki {\displaystyle \alpha }-t a koszinusztétellel:
{\displaystyle \cos \alpha ={\frac {(a-c)^{2}+d^{2}-b^{2}}{2d(a-c)}}}
Ebből fejezzük ki {\displaystyle \sin \alpha }-t:
{\displaystyle \cos ^{2}\alpha ={\Bigg (}{\frac {(a-c)^{2}+d^{2}-b^{2}}{2d(a-c)}}{\Bigg )}^{2}}
{\displaystyle \sin ^{2}\alpha =1-\cos ^{2}\alpha =1-{\Bigg (}{\frac {(a-c)^{2}+d^{2}-b^{2}}{2d(a-c)}}{\Bigg )}^{2}={\frac {4d^{2}(a-c)^{2}-{\Big (}(a-c)^{2}+d^{2}-b^{2}{\Big )}^{2}}{4d^{2}(a-c)^{2}}}}
{\displaystyle \sin \alpha ={\frac {\sqrt {4d^{2}(a-c)^{2}-{\Big (}(a-c)^{2}+d^{2}-b^{2}{\Big )}^{2}}}{2d(a-c)}}}
Az ADE háromszögben fejezzük ki m-et d és {\displaystyle \sin \alpha } segítségével:
{\displaystyle m=d\cdot \sin \alpha ={\frac {\sqrt {4d^{2}(a-c)^{2}-{\Big (}(a-c)^{2}+d^{2}-b^{2}{\Big )}^{2}}}{2(a-c)}}}
A szorzattá alakításokat annak segítségével végezzük el, hogy két négyzetszám különbsége felírható a két szám összegének és különbségének szorzataként:
{\displaystyle {\frac {\sqrt {4d^{2}(a-c)^{2}-{\Big (}(a-c)^{2}+d^{2}-b^{2}{\Big )}^{2}}}{2(a-c)}}=}
{\displaystyle ={\frac {\sqrt {{\Big (}2d(a-c)-(a-c)^{2}-d^{2}+b^{2}{\Big )}{\Big (}2d(a-c)+(a-c)^{2}+d^{2}-b^{2}{\Big )}}}{2(a-c)}}=}
(Teljes négyzetté alakítás)
{\displaystyle ={\frac {\sqrt {{\Big (}b^{2}-(a-c-d)^{2}{\Big )}{\Big (}(a-c+d)^{2}-b^{2}{\Big )}}}{2(a-c)}}=}
{\displaystyle ={\frac {\sqrt {(b-a+c+d)(b+a-c-d)(a-c+d-b)(a-c+d+b)}}{2(a-c)}}}
{\displaystyle m={\frac {\sqrt {(a+b-c+d)(a-b-c+d)(a+b-c-d)(-a+b+c+d)}}{2(a-c)}}}
Ezt az m-et behelyettesítjük a {\displaystyle T={\frac {a+c}{2}}m} képletbe:
{\displaystyle T={\frac {a+c}{2}}\cdot {\frac {\sqrt {(a+b-c+d)(a-b-c+d)(a+b-c-d)(-a+b+c+d)}}{2(a-c)}}}
{\displaystyle T={\frac {a+c}{4(a-c)}}{\sqrt {(a+b-c+d)(a-b-c+d)(a+b-c-d)(-a+b+c+d)}}}
Ha a trapézunk húrtrapéz, akkor területét Brahmagupta képletével is kiszámolhatjuk hiszen ekkor húrnégyszög is egyben.

## A trapéz jelentései a geometrián kívül
Ezek az elnevezések a geometriai kifejezésből erednek:
- Az akrobatikában formájáról trapéznak nevezik a két kötélen függő vízszintes rúdból álló lengő nyújtót.
- Az anatómiában a trapézcsont a kéz egy csontja.

## Külső hivatkozások
- "Trapezoid" on MathWorld